# Sljeme
 Ovo je glavno značenje pojma Sljeme. Za druga značenja pogledajte Sljeme (razdvojba).
Sljeme je vrh Medvednice, planine iznad Zagreba. Nalazi se na 1033 metara nadmorske visine. Do Sljemena vodi asfaltirana cesta, mnogobrojne pješačke staze i žičara Sljeme. Žičara je u pogonu bila od 1963. do 2007. godine, nakon čega je izgrađena nova, koja je dovršena i javnosti otvorena 2022. godine.
Sljeme je jedno od najdražih izletišta Zagrepčana.
Na Sljemenu se nalazi i skijaška staza koja je jedna od lokacija za utrke svjetskog skijaškog kupa (Snježna kraljica). Na samom vrhu nalazi se RTV toranj, visok 169 metara koji je izgrađen 1973.
Nešto zapadnije, na ograđenoj padini ispod Tomislavova doma, nalazio se planinski botanički vrt na Sljemenu osnovan 1939. godine.

## Vanjske poveznice
- sljeme.hr